# سرکوب (فیلم)
سرکوب فیلمی به کارگردانی و نویسندگی رضا گوران و تهیه‌کنندگی حبیب اسماعیلی محصول سال ۱۳۹۷ است.

## داستان
سرکوب داستان یک روز یک خانواده است. مادر خانواده (رؤیا افشار) به دلیل مشکل آلزایمر تحت مراقبت توسط یک پرستار (باران کوثری) است؛ پدر خانواده همواره به آزار و اذیت جسمی و روحی مادر و سه دختر خود می‌پرداخته و مدتی است که از خانه رفته‌ است؛ دختر بزرگتر (الهام کردا) یک فرزند مبتلا به اوتیسم دارد؛ دختر وسط (سارا بهرامی) مدتی است با یک مرد دوست شده‌ است که بعد از چند هفته متوجه می‌شود که این مرد نیز همانند پدرش به آزار و اذیت جسمی و روحی او می‌پردازد و دختر کوچکتر (پردیس احمدیه) یک دختر دانشجو است که کودکی پرتنشی را در کنار پدرش گذرانده‌ است. خبر فوت پدر خانواده به آنها میرسد ولی هیچکدام از اعضای خانواده حاضر به شناسایی جسد نیستند.

## بازیگران
| بازیگرها      | نقشها    |
| ------------- | -------- |
| باران کوثری   | ملیحه    |
| سارا بهرامی   | پریا     |
| الهام کردا    | پریسا    |
| پردیس احمدیه  | پروانه   |
| رویا افشار    | مادر     |
| جمشید هاشم‌پور | ابراهیمی |